# Polyspora ceylanica
Polyspora ceylanica är en tvåhjärtbladig växtart som först beskrevs av Robert Wight, och fick sitt nu gällande namn av Orel, Peter G.Wilson, Curry och Luu. Polyspora ceylanica ingår i släktet Polyspora och familjen Theaceae. Inga underarter finns listade i Catalogue of Life.